# 長度量測
長度量測、距離量測或量程量測（量程）是指長度、距離或傾斜量程可以量測的多種方式。最常用的方法是尺，其次是渡越時間法（傳輸時間法）和基於光速的干涉儀法。
對於物體，像晶體和繞射光栅等物體，繞射與 X射線和電子束一起使用。三維結構的量測科技在每個維度上都很小，使用專門的儀器，如離子顯微鏡，並結合密集的電腦建模。

## 標準尺規
最簡單的長度量測工具是直尺：長度由木棒上的印刷標記或雕刻來定義。在更精確的方法出現之前，公尺最初是使用尺子定義的。
塊規是精確量測或校準量測工具的常用方法。
對於小型或微觀物體，可以使用經過網格校準長度的顯微攝影。網格是一種刻有精確長度線條的作品，可以安裝在目鏡中，也可以在量測平面上使用。

## 傳輸（渡越）時間量測
傳輸時間量測長度背後的基本思想是將訊號從待測長度的一端發送到另一端，然後再發送回來。往返的時間是傳輸時間Δt，假設兩個方向上的傳播速度相同，長度ℓ為2 ℓ =Δt*“v”，其中"v"是訊號的傳播速度。如果以「光」用於訊號，它的速度取決於傳播它的介質；在國際單位制中，速度是經典真空參攷介質中的定義值c0。因此，當在傳輸時間方法中使用光時，長度量測不受源頻率知識的約束（除了將介質與經典真空相關的校正的可能頻率依賴性），而是受到量測傳輸時間誤差的影響，特別是脈衝發射和檢測儀器的回應時間引入的誤差。另一個不確定性是將所用介質與參攷真空相關的「折射率校正」，以國際單位制表示為經典真空。. 折射率大於1的介質會減緩光的速度。
傳輸時間量測是大多數船隻和飛機無線電導航系統的基礎，例如雷達和幾乎過時的遠程導航輔助系統LORAN-C。例如，在一個雷達系統中，車輛發出電磁輻射脈衝（詢問脈衝），並觸發「響應信標」的響應。量測脈衝發送和接收之間的時間間隔，就可用於確定距離。在全球定位系統中，多顆衛星在已知時間發射1和0的程式碼，並在接收器上記錄它們的到達時間以及它們被發送的時間（編碼在訊息中）。假設接收器時鐘可以與衛星上的同步時鐘相關聯，則可以找到「傳輸時間」並用於提供到每顆衛星的距離。通過組合來自四顆衛星的數據來糾正接收器時鐘錯誤。
這些科技的精度因使用距離而異。例如，LORAN-C的精度約為6公里，GPS約為10米，增强型GPS，其中從地面站（即差分全球定位系統（DGPS））或通過衛星（即廣域增强系統（WAAS））傳輸校正訊號可以使精度達到幾米或<1米，或者在特定應用中達到幾十釐米。用於機器人的飛行時間系統（例如，雷射測距儀和雷達和光達）的目標長度為 10-100 m，精度約為5-10 mm。

## 進階讀物
- Rüeger, J. M. . Berlin, Heidelberg: Springer Berlin Heidelberg. 1996. ISBN 978-3-540-61159-2. doi:10.1007/978-3-642-80233-1.

本文包含了大眾百科文章 "Metre (unit)",該文章根據大眾百科 知識共享署名-相同形式共亯3.0未埠許可證但不根據GFDL.